# 卡尔·诺伊曼
卡尔·诺伊曼（德語：Carl Gottfried Neumann，1832年5月7日—1925年3月27日），德国数学家。他就讀於柯尼斯堡大學，1855年獲博士學位，1858年在哈雷大學講授數學，1863年為助理教授，1865年任蒂賓根大學教授，1868～1911年任萊比錫大學教授。 
諾伊曼在偏微分方程邊值問題方面有許多貢獻。他首創解狄利克雷問題的算術平均法（1870），對平面凸邊界曲線和空間凸曲面情形證明了狄利克雷問題解的存在性；位勢理論中第二邊值問題一直以他的名字命名。他還引進對數位勢的概念，發展了黎曼的代數函數理論。諾伊曼還與克萊布什於1868年共同創辦了德國數學雜誌《數學年刊》。